# Греки-мусульмани

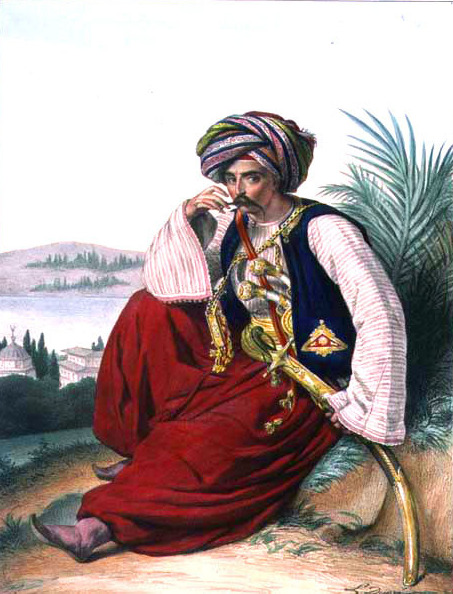
Грек мамлюк мусульманин (Луї Дюпре, полотно, 1825 р.).

Греки-мусульмани або грекомовні мусульмани — мусульмани грецького походження, що проживають в основному у Туреччині, Греції і на Близькому Сході. Поняття «греки-мусульмани» не слід плутати з поняттям «мусульмани Греції», оскільки останнє може включати в себе як поняття про власне греків, які сповідують іслам, так і про представників турецького, албанського, циганського населень, що проживають у Греції. Більшість греків-мусульман покинули Грецію та переселилися до Туреччини в результаті греко-турецького обміну населенням в 1920-х роках, за Лозаннським мирним договором. За домовленістю між двома країнами, релігія була основним критерієм для переселення, в той час як мовним чинником було знехтувано.

## У Туреччині
Грекомовне мусульманське населення Туреччини представлено як автохтонами (нащадками ісламізованих греків Візантії, що зберегли рідну мову), так і нащадками іммігрантів-мусульман з Балкан. Виділяються такі групи:

### Понтійські греки мусульмани
Понтійці, етнографічна група греків, яка проживає в районі Трабзона, історично зазнала сильної туркізації, що проявилося в зміні релігії і частковій зміні мови. За даними фольклориста Омера Асана, в 1996 році в Туреччині проживало 300 тисяч людей понтійсько-грецького походження. Як і більшість турків, вони належать до ханафітської гілки сунітської течії ісламу. Поширені суфійські вчення Кадирія і накшбанди . Громада в цілому демонструє сильну прихильність до ісламу. У науковій літературі побутує ідеалізоване думка, ніби серед понтійців Туреччини донині поширене криптохристиянство. Зберігається володіння понтійським діалектом грецької мови (який вважають старою мовою), і вони називають себе туркос.

### Критські греки-мусульмани
Критські мусульмани, також звані критськими турками, — нащадки ісламізованих греків Криту, здебільшого витіснені з острова православним населенням. Грецькою сьогодні володіють лише кілька представників старшого покоління, які називають свою мову «критською» (грец . «критика», тур . «гірітче»). Імміграція до Туреччини протікала у вигляді трьох хвиль — після 1897 року (набуття Критом автономії), після 1908 року (приєднання Криту до Греції) і особливо в 1920-х роках, в результаті обміну населенням. Основна їх маса розселилася на егейському і середземноморському узбережжі Туреччини від Чанакале до Іскендеруна, частина переселенців осіла на Близькому Сході, а також у Лівії (в Триполі і особливо в Бенгазі і його околицях, де сьогодні їх можна порахувати за грецькими прізвищами) і в Єгипті (в Александрії).

### Епірські греки мусульмани
Мусульмани Епіру, звані турецькою «яньяли» (букв. «янінці») і грецькою " туркояніотіс ", прибули до Туреччини в 1912 і після 1923 року. Незважаючи на те, що більшість мусульман Епіру були етнічними албанцями, громади греків-мусульман існували в містах Яніна, Превеза, Парамітія, Сули, Маргариті, Лурос и Коніца. Першим перекладачем робіт Аристотеля на турецьку мову був грек-мусульманин з Яніни — Ходжа Есад-ефенді (XVIII століття). Сьогодні громада повністю інтегрована в турецьке суспільство.

### Македонські греки мусульмани
Мусульмани, які проживали в долині річки Альякмон в Македонії, говорили грецькою мовою. Їхні предки-християни перейшли в іслам в XVII—XVIII століттях. Ця група відома під загальною назвою «валладіс». До Туреччини вони прибули в 1923 році і сьогодні повністю асимілювалися з турками, хоча знання грецької мови почасти зберігається. Незважаючи на зміну віри, звичаї макендонських греків-мусульман виявляють відгомони християнської культури, як то святкування Нового року і споживання хліба «василопіта» (традиція, виходить від Св. Василія Кесарійського). За розрахунками Тодора Симовського, в 1912 році в усій Грецької Македонії проживало 13.753 грека-мусульманина.

### Кіпрські греки мусульмани
За даними 1878 року, мусульманське населення Кіпру поділялося на дві групи: етнічних турків і так званих. «Нео-мусульман». Останні мали грецьке походження і говорили грецькою мовою і за характером були ближче до християнського населенню острова. У них, на відміну від місцевих турків, не спостерігався мусульманський фанатизм, і деякі з них продовжували таємно сповідувати християнство. Останні кіпрські греки-мусульмани залишили острів в 1936 році, оселившись в Анталії, і з часом втратили грецьку мову.

## У Криму
Попри часткову мовну асиміляцію кримськими татарами, уруми та румеї в цілому продовжували сповідувати православ'я аж до кінця XVIII століття. Незадовго до анексії Криму Російською імперією в 1777—1778 роках Катерина II звеліла насильно переселити православне населення півострова в район сучасного Маріуполя. Частина греків, бажаючи уникнути депортації, перейшла в іслам. Уруми, тюркомовні греки, села Керменчик (перейменованого в Високе в 1945) довго зберігали грецьку самосвідомість і таємну прихильність християнству. У XIX столітті верхня частина села була населена греками-мусульманами, а нижня — підсілими до них православними греками з території сучасної Туреччини. До часу сталінської депортації 1944 року, мусульманське населення Керменчику вже ідентифікувалося як кримські татари, розділивши долі останніх і будучи депортованими в Центральну Азію.

## На Близькому Сході
Сьогодні в ліванському місті Триполі проживає 7 тисяч, а в сирійській Ель-Хамід — 3 тисяч греків. Більшість з них — мусульмани критського походження. Вони переселилися сюди між 1866 і 1897 роками, за особистим розпорядженням султана Абдул-Хаміда II, стурбованого долею мусульманського населення, яке залишилося в християнському оточенні. На честь султана і було названо сирійське поселення.
Греки-мусульмани Лівану здебільшого зберегли мову і традиції. Християнські традиції як і раніше побутують у них: вони моногамні і не сприймають розлучення . До Громадянської війни в Лівані громада була тісно пов'язана, а шлюби укладалися практично виключно всередині неї. Багато греків покинуло Ліван внаслідок війни. [13]
Населення Ель-Хаміда в Сирії на 60 % складається з греків. Грецька самосвідомість продовжує залишатися сильною. Представники громади добре володіють грецькою. Полігамія не поширена. Зв'язок з історичною батьківщиною підтримується за допомогою супутникового телебачення і родичів. [13]
До 1988 багато греків-мусульмани Близького Сходу скаржилися на дискримінацію за релігійною ознакою, з якою вони стикалися в грецькому посольстві. Працівники посольства ставилися до представників громади з байдужістю і навіть неприязню, і нерідко відмовляли у видачі віз до Греції.

## Загалом у світі
Греція — 10 тис.;
Туреччина — 1350 тис.;
Ліван — 7 тис.;
Сирія — 7 тис.;
Всього — 1400 тис. чол.